# M12 GMC
El M12 GMC o 155 mm Gun Motor Carriage M12 era un cañón autopropulsado del Ejército de los Estados Unidos, del que fueron construidas un total de 100 unidades.

## Descripción
El chasis del M12 estaba basado en el del tanque medio M3 Lee. Estaba propulsado por el motor radial aéreo Wright R-975 fabricado bajo licencia por la firma Continental Motors y que al final de la Segunda Guerra Mundial también se utilizó para otros vehículos blindados como por ejemplo, el cañón autopropulsado M40 GMC . El vehículo no estaba totalmente blindado y solo el conductor estaba a cubierto. En la parte trasera del M12 había una pala, la cual se bajaba antes de abrir fuego, para apoyar el vehículo al disparar. Este diseño de construcción abierta con el cañón situado atrás y pala marcó tendencia, viéndose frecuentemente en muchos modelos posteriores.
La producción comenzó en 1942 y finalizó al año siguiente. En el año 1942 se fabricaron 60 vehículos y 40 en 1943. Fueron principalmente utilizados en Francia. Dado que el vehículo podría llevar solo diez proyectiles, se desarrolló el transporte de municiones M30 Cargo Carrier; se trataba de un M12 GMC sin armas. Este vehículo podía transportar 40 proyectiles de 155 mm y estaba armado con una ametralladora Browning M2 de 12,7 mm .